# Cantone di Corte
Il Cantone di Corte è una divisione amministrativa dell'arrondissement di Corte.
A seguito della riforma approvata con decreto del 26 febbraio 2014, che ha avuto attuazione dopo le elezioni dipartimentali del 2015, è passato da 1 a 8 comuni.
Prima della riforma del 2014 comprendeva il solo comune di Corte.
Dal 2015 i comuni appartenenti al cantone sono i seguenti 8:
- Casanova
- Corte
- Muracciole
- Poggio di Venaco
- Riventosa
- Santo Pietro di Venaco
- Venaco
- Vivario